# 武成献
武成献（James Russell Watson；1855年7月—1937年3月15日），英国浸礼会医学传教士。
1855年7月，武成献出生于苏格兰阿伯丁。获医学学士、理学硕士、哲学博士。1885年，30岁的武成献受英国浸礼会差遣，携妻子前往中国山东青州传教，1887年，在明代衡王府旧址西皇城街开设青州施医院，分为男女两院。1892年利用国外募捐，将其扩建为广德医院，并附设医道馆，培训学生。
1902年6月13日，武成献参加英国浸礼会与美北长老会在青州举行的联席会，这次会议决定两个差会在山东联合开办大学。1903年，董事会讨论成立医学院的方案，通过武成献的方案。1904年，山东共合医道学堂开始招生，在济南、青州、邹平、沂州四地设四个教学点，他成为其中之一的青州教学点的负责人。1911年青州医学堂迁济南，成为齐鲁大学医科的一部分，他继续留在青州，管理医院。1915年，武成献前往周村，在东门外筹建复育医院。1923年告老退休，居住济南，1937年3月15日，武成献在济南逝世，享年82岁，葬于齐鲁大学校园内柏根楼前（现为山东大学趵突泉校区）。

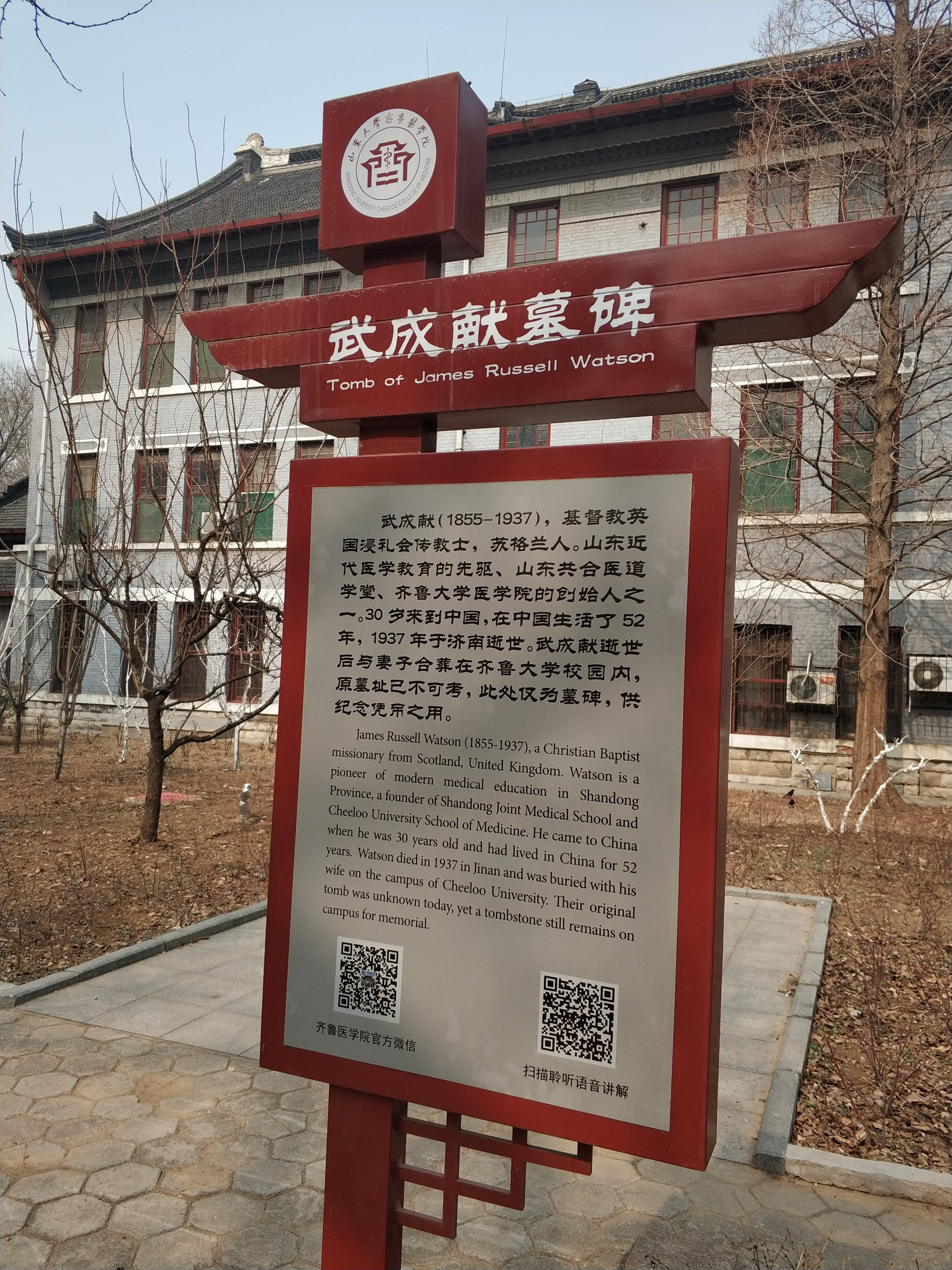
位于山东大学趵突泉校区的武成献墓碑